# Anne Birgitte Lind Feigenberg
Anne Birgitte Lind Feigenberg (født 6. oktober 1968) er en dansk skuespiller.
Feigenberg er uddannet fra Skuespillerskolen ved Odense Teater i 2000. Hun er gift med sceneinstruktøren Emmet Feigenberg. Hun medvirkede i Helsingør-Revyen i 2009.

## Filmografi
- Bryllupsfotografen (1994)
- Den attende (1996)
- Fede tider (1996)
- Bag det stille ydre (2005)

### Tv-serier
- Rejseholdet (2000-2003) afsnit nr: 6 7 19 24
- Skjulte spor (2000-2001)
- Berlinerpoplene (2007)
- 2900 Happiness (2007) afsnit nr: 18 19 20 21 22 23
- Livvagterne (2009) afsnit nr: 1 6